# Eriopeltastes clennelli
Eriopeltastes clennelli är en skalbaggsart som beskrevs av Ricchiardi 1999. Eriopeltastes clennelli ingår i släktet Eriopeltastes och familjen Cetoniidae. Inga underarter finns listade i Catalogue of Life.